# EU-Zentralasienstrategie
Die EU-Zentralasienstrategie wurde 2007 verabschiedet und beinhaltet Ziele, Interessen und Vorgehensweisen der Europäischen Union in Zentralasien.

## Geschichte
Die Initiative wurde im Juni 2007 während der deutschen EU-Ratspräsidentschaft beschlossen. Bereits im Jahr 2005 war das Amt des EU-Zentralasienbeauftragten geschaffen worden, das durch die EU-Zentralasienstrategie ergänzt wurde. 2012 kam es im Rahmen der Zusammenarbeit zwischen der EU und Zentralasien zur sogenannten Berliner Erklärung, die Maßnahmen im Bereich der Trinkwasserversorgung umfasst. im Zwei-Jahres-Rhythmus werden dem Rat der Europäischen Union Berichte über den Fortschritt der EU-Initiative in Zentralasien vorgelegt. 2012 urteilte der Rat, dass die EU-Zentralasienstrategie zur Vertiefung der europäisch-zentralasiatischen Beziehungen entscheidend beigetragen habe. Bei der 13. EU-Zentralasien-Ministerkonferenz am 10. November 2017 in Samarkand wurde eine Überarbeitung der Strategie bis 2019 angekündigt.

## Interessen der EU
Zu den Hauptinteresse der EU in Zentralasien zählen Frieden und Stabilität sowie die Wahrung der Menschenrechte und der Rechtsstaatlichkeit. Diese Interessen sind von zunehmender Bedeutung für die EU, da diese durch die Schwarzmeersynergie-Initiative und die Europäische Nachbarschaftspolitik, die auch die Kaukasus-Region einschließt, auch geographisch näher an Zentralasien rückt. Weitere Interessen der EU finden sich vor allem im Energiesektor, wo durch eine stärkere Zusammenarbeit mit den Staaten Zentralasiens eine erhöhte Versorgungssicherheit erzielt werden soll.

## Instrumente der Zusammenarbeit
Die EU strebt eine Vertiefung der Zusammenarbeit mit den Staaten Zentralasiens unter anderem durch folgende Maßnahmen an:
- regelmäßiger Dialog auf Außenministerebene
- bilaterale Menschenrechtsdialoge
- Finanzierung von Projekten in Zentralasien durch die Europäische Investitionsbank
- Gründung einer EU-Rechtsstaatlichkeits-Initiative für Zentralasien
- regelmäßiger Austausch über energiepolitische Themen
- Zusammenarbeit mit regionalen Organisationen
- Ausbau der Energie- und Verkehrsverbindungen zwischen der EU und Zentralasien

## Belege
- Die EU und Zentralasien: Strategie für eine neue Partnerschaft ,2007, deutsch
- Informationen beim Auswärtigen Amt (zuletzt abgerufen: 11. Januar 2019)
- Informationen zur Ministerkonferenz 2017  bei daz.asia, 17. November 2017, von Othmara Glas (zuletzt abgerufen: 11. Januar 2019)